# Pierre Guillaume de La Vieuxville (mort en 1734)
Ne doit pas être confondu avec Pierre Guillaume de La Vieuxville (mort en 1727).
Pierre Guillaume de La Vieuxville (né à Paris le 25 octobre 1683 - mort le 30 juin 1734) est évêque de Bayonne de 1728 à sa mort.

## Biographie
Originaire du diocèse de Saint-Malo, il est le neveu et homonyme de Pierre Guillaume de La Vieuxville, évêque de Saint-Brieuc. Il devient lui aussi chanoine puis doyen du chapitre de Nantes de 1698 à 1728, fonction qu'il résigne en faveur de Louis-Albert Joly de Choin. Docteur en théologie de la Sorbonne  en 1710, il devient abbé commendataire de Lahonce. En 1728, il est désigné comme évêque de Bayonne, confirmé le 14 juin ; il est consacré par le cardinal Henri-Pons de Thiard de Bissy, évêque de Meaux. Il s'oppose fortement au Jansénisme et remplace par l'abbé Jean Daguerre au séminaire les Prêtres de la doctrine chrétienne appelants. Il meurt prématurément dès 1734 .